# Albán (Nariño)
Albán, auch San José de Albán, ist eine Gemeinde (municipio) im Departamento Nariño in Kolumbien. Der Hauptort (cabecera municipal) von Albán ist San José.

## Geographie
Albán liegt in der Provinz Juanambú in Nariño. An die Gemeinde grenzen im Norden San Pedro de Cartago und San Bernardo, im Osten El Tablón de Gómez und San Bernardo, im Süden El Tablón de Gómez und Buesaco und im Westen Arboleda und San Pedro de Cartago.

## Bevölkerung
Die Gemeinde Albán hat 23.279 Einwohner, von denen 8631 im Hauptort San José leben (Stand: 2019).